# Heringen (hennebergisch-thüringisches Adelsgeschlecht)

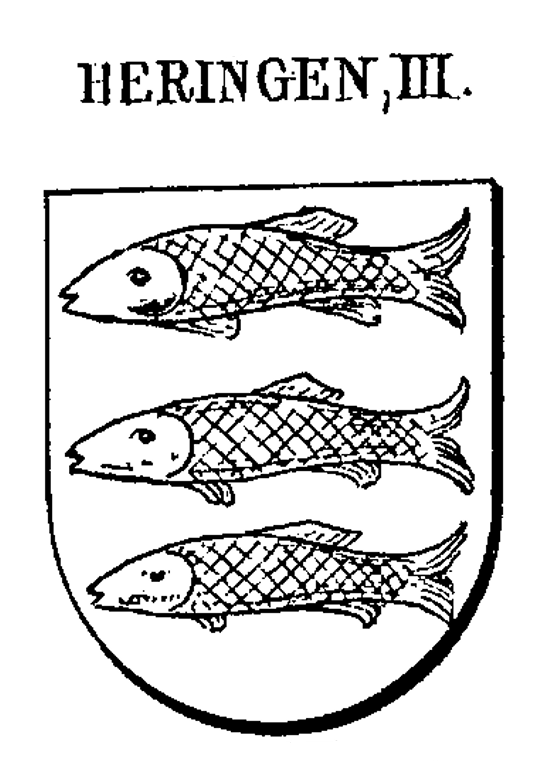
Wappen derer von Heringen in Siebmachers Wappenbuch

Heringen ist der Name eines erloschenen hennebergisch-thüringischen Adelsgeschlechts.
Die Familie ist von dem thüringisch-hessischen Adelsgeschlecht Heringen, dem mansfeldisch-querfurtischen Adelsgeschlecht Heringen, dem westfälischen Adelsgeschlecht Heringen und dem ebenfalls westfälischen Adelsgeschlecht Hering zu unterscheiden.

## Geschichte
Das Geschlecht war in der Grafschaft Henneberg ansässig. Hermann, Friedrich und Heintz von Heringen besiegelten eine Henneberger Urkunde mit dem unten beschriebenen Wappen. Zur Familie gehörte ferner der 1571 zu Frimar begüterte Gottfried von Heringen. Die Familie erlosch im 16. Jahrhundert.

## Wappen
Blasonierung des Redenden Wappens: Im Schild ein drei balkenweis gestellte Heringe. Helmzier und Tingierung sind nicht überliefert.